# Pierre De Geyter

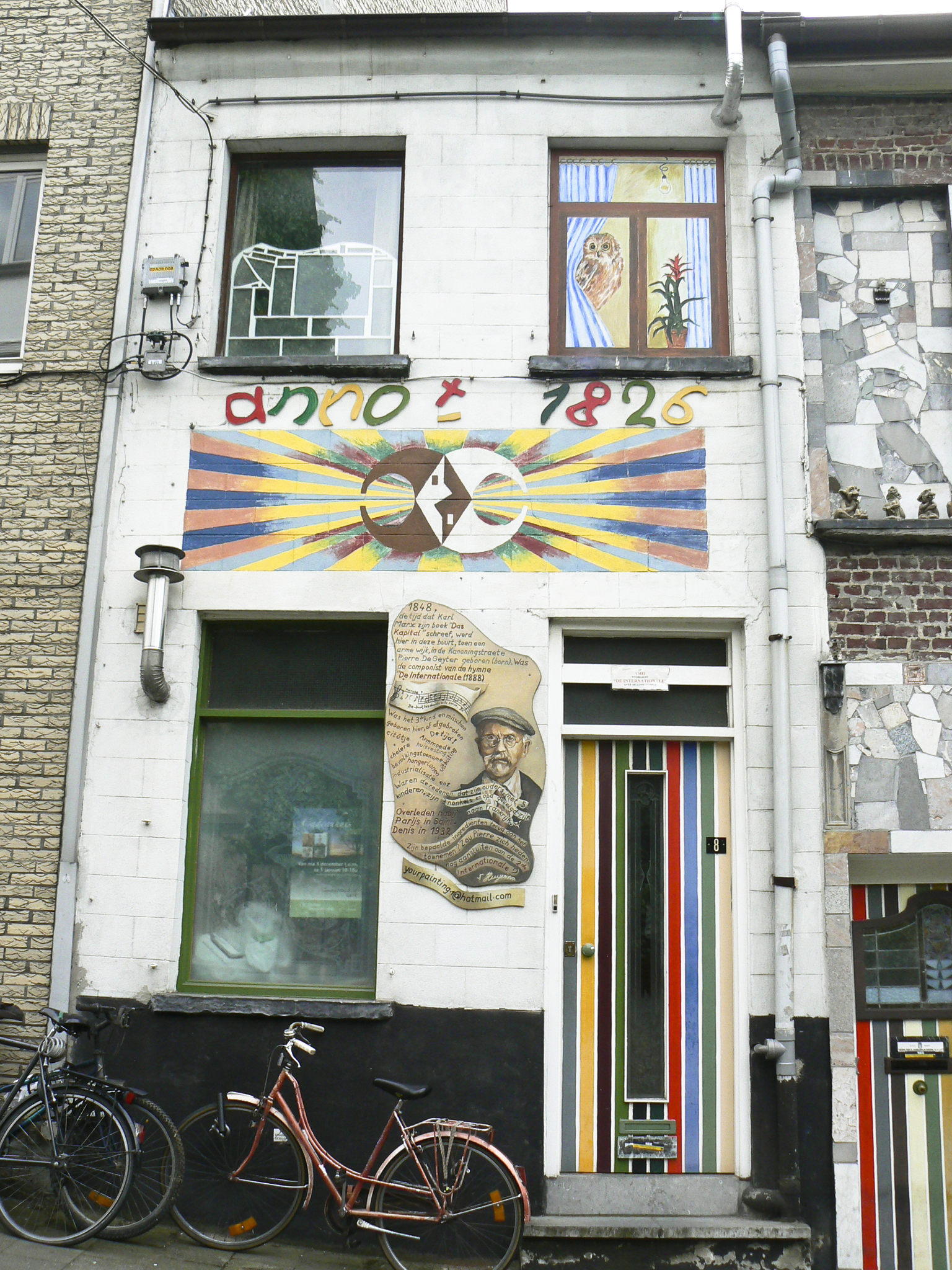
Het geboortehuis van Pierre De Geyter in de Kanunnikstraat te Gent

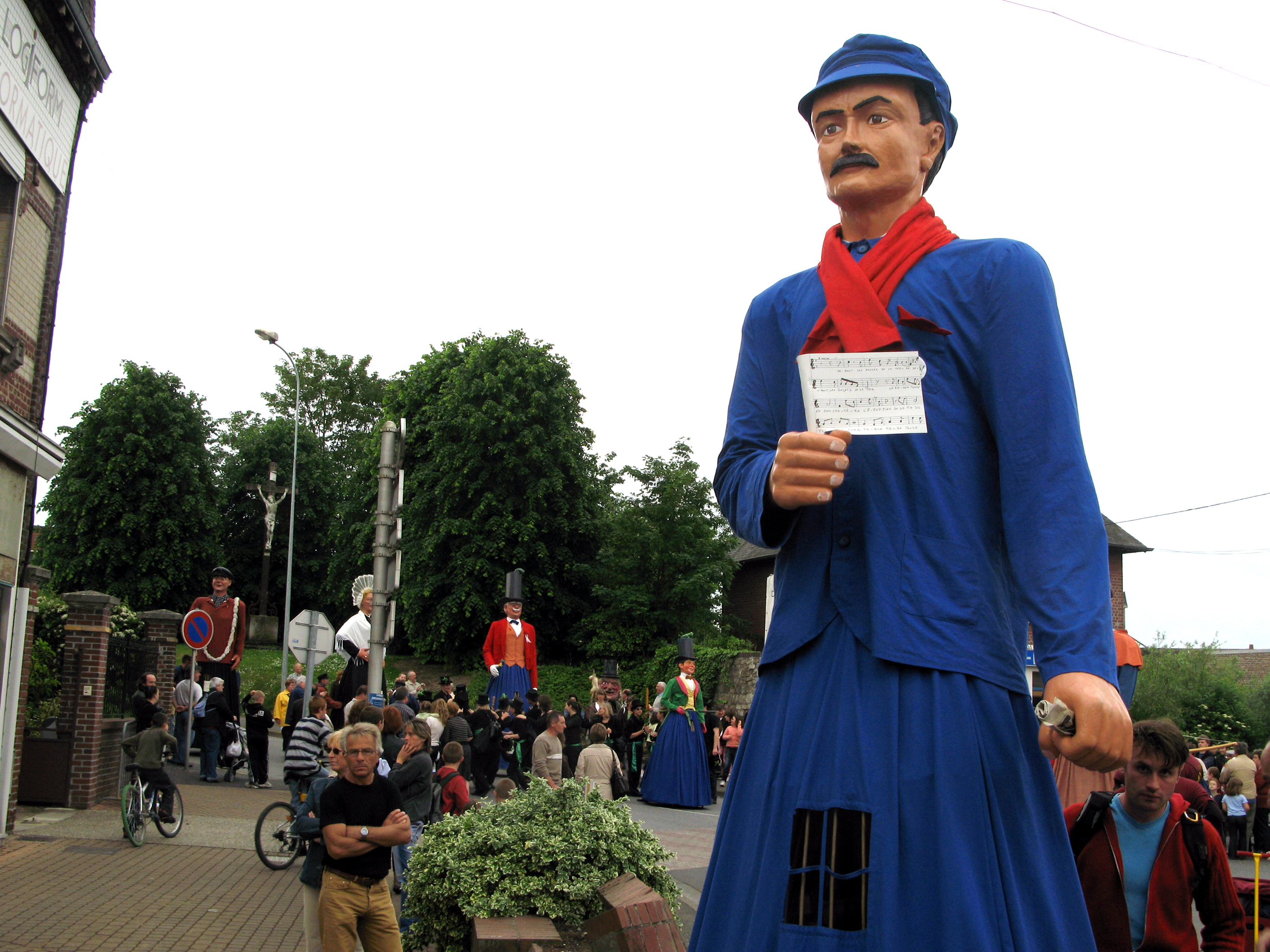
De reus 'Pierre De Geyter' tijdens 'El cavalcade ed Tchout Jaques' te Ham in 2007

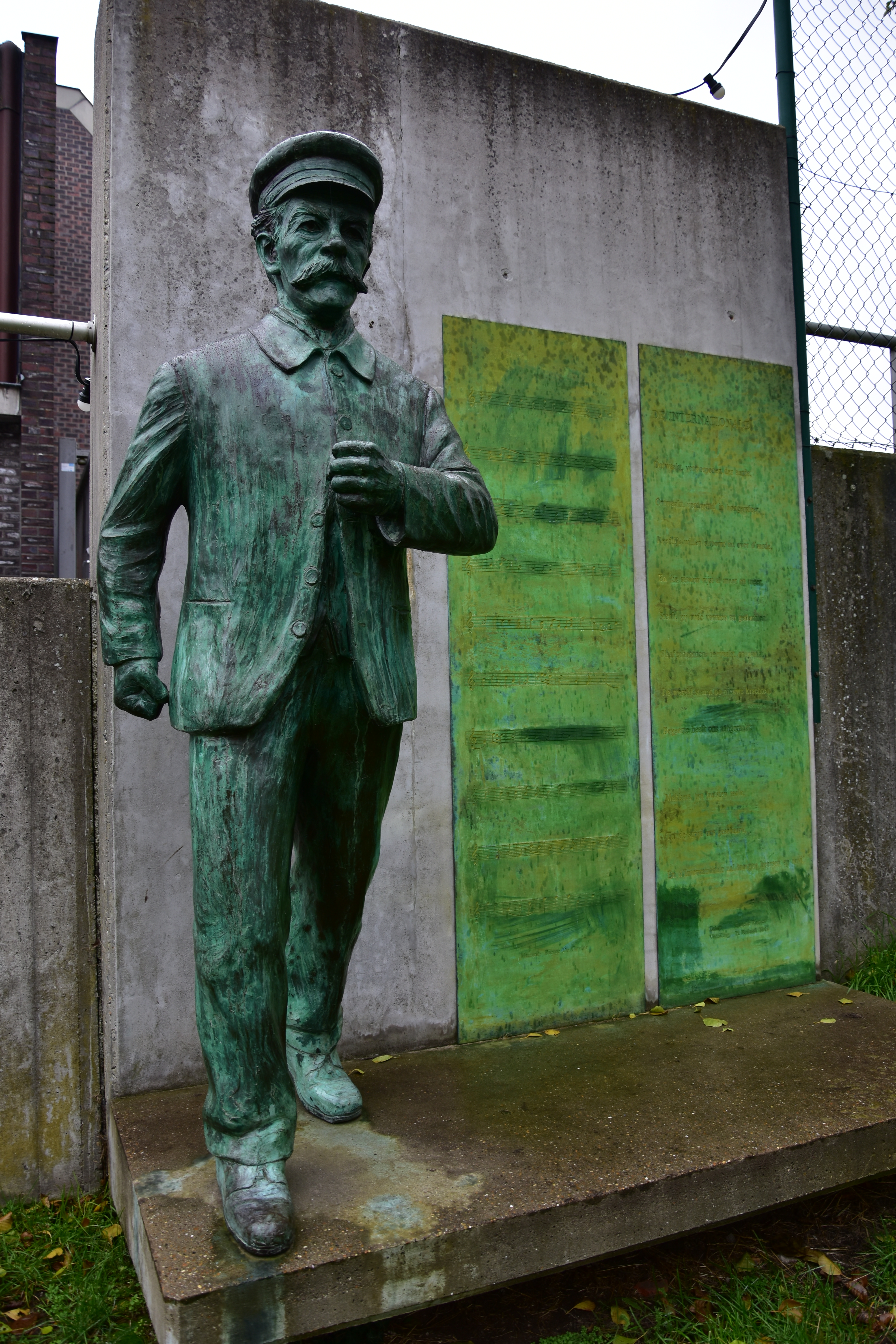
Pierre De Geyter, door Tom Frantzen, aan het Industriemuseum te Gent

Petrus Christianus (Pierre) De Geyter (Gent, 8 oktober 1848 - Saint-Denis (nabij Parijs), 26 september 1932) was een Belgisch componist. De Geyter is vooral bekend geworden dankzij het strijdlied "De Internationale", waarvoor hij de muziek componeerde. Zijn standbeeld staat bij het Industriemuseum (voorheen MIAT, Museum voor Industrie, Arbeid en Textiel) te Gent.

## Biografie
Zijn vader Adrien (Adrianus) werd op 10 april 1818 in Gent geboren en zijn moeder Rosa (Rosalia Julia) Verbauwen was afkomstig uit Menen. Zij werkten in de textielindustrie en hun zoon Pierre werd geboren in de Kanunnikstraat. Op zijn zevende woonde Pierre in de buurt van Rijsel (Lille). Zijn vader vond daar werk. Kleine Pierre ook, hoewel kinderarbeid al sinds 1841 verboden was. Hij werd draadjesmaker in een locomotieffabriek. Na zijn werk volgde Pierre de arbeidersavondschool, hij leerde lezen en schrijven.
Op zijn zestiende begon hij ook avondlessen te volgen aan de academie van Rijsel. Hij volgde avondlessen aan de Rijselse "Académie de Musique" en behaalde er in 1886 een 1ste prijs. De latere burgemeester van de stad, Gustave Delory, had het arbeiderskoor "Lyre des Travailleurs" opgericht en De Geyter werd er de eerste leider van, in het lokaal "La Liberté", in de Rue de la Vignette. Hij kreeg meer en meer interesse voor kunst en vooral voor muziek. Hij sloot zich aan bij de muziekvereniging van de plaatselijke POF (Parti Ouvrier Français). Ze trokken de arbeiderswijken in en speelden muziek bij stakingen, verkiezingscampagnes ...
Op 15 juli 1888 kreeg Pierre van de voorzitter van de plaatselijke POF-afdeling, Delory, een dichtbundel ("Chants Révolutionnaires") van Eugène Pottier, een van de voortrekkers van de Commune van Parijs in 1871. Hij vroeg hem van het gedicht "De Internationale" het strijdlied te maken van hun partij. Pierre werd onmiddellijk getroffen door de woorden "L'Internationale", "...ces paroles de feu." Het werd een eclatant succes, eerst in Rijsel, later in heel Frankrijk. Vier jaar later, in 1892, koos de Tweede Internationale het lied tot zijn strijdlied. Van dan af ging het snel de wereld rond.
De Tweede Internationale ging ten onder toen de reformistische sociaaldemocratische partijen in elk land de arbeiders mobiliseerden voor de oorlog. Pierre had toen al de zijde van de tegenstanders van de oorlog gekozen, de latere Communistische Partij, in tegenstelling tot Delory, ondertussen burgemeester van Rijsel voor de socialistische Parti Ouvrier Français.
Omdat op de pamfletten met de muziek en tekst enkel de naam "Degeyter" (zonder spatie) had gestaan (in een vergeefse poging om Pierres baan veilig te stellen), ontstond een juridisch probleem rond het auteurschap. In 1901 (volgens andere bronnen 1904) eiste Pierres broer, de bugelspeler Adolphe De Geyter het auteursrecht op, wat Pierre voor de rechtbank betwistte. Hoewel Delory in 1888 Edward Anseele op een samenzijn van Rijselse en Gentse socialisten te Roubaix verteld had dat Pierre De Geyter de auteur was, koos Delory tijdens het proces de zijde van zijn werknemer Adolphe tegen de communist Pierre. Pierre verloor het proces over het auteursrecht. Hij ging in beroep, maar door de Eerste Wereldoorlog bleef de zaak aanslepen. Begin 1916 (in volle Eerste Wereldoorlog) pleegde Adolphe zelfmoord in het door de Duitsers bezette Rijsel, maar hij liet een brief (in zeer slecht Frans gesteld) na voor zijn broer waarin hij toegaf dat hij bedrog gepleegd had onder de druk van Delory. Pas na het einde van de oorlog kwam de brief terecht (Pierre bevond zich immers in onbezet Frankrijk) en op grond van de brief en een aantal getuigenissen, werd in 1922 het vonnis over het auteursrecht door het Parijse Hof van Beroep teruggedraaid.
De Internationale bleef tot 1943 de nationale hymne van de Sovjet-Unie. In 1927 werd de toen 79 jaar oude Pierre uitgenodigd naar Moskou om de tiende verjaardag van de Oktoberrevolutie mee te vieren als eregast. Pierre stond op de tribunes van het Rode Plein in het gezelschap van onder andere Käthe Kollwitz, de Duitse kunstenares. Hij droeg een halskettinkje met hamer en sikkel (zie foto). Toen het Rode Leger voorbij marcheerde onder het spelen van de Internationale, rolden naar verluidt de tranen van zijn wangen. Stalin kende Pierre een staatspensioen toe van de Sovjet-Unie.
In 1932 overleed Pierre De Geyter te Saint-Denis (nabij Parijs) waar hij werd begraven. Zijn begrafenis bracht een massa van zo'n 50.000, voornamelijk, arbeiders op de been. In Gent verscheen toen in de socialistische krant Vooruit een piepklein artikeltje over zijn overlijden.
In 2005 was hij ook een van de kanshebbers op de titel De Grootste Belg, maar haalde de uiteindelijke nominatielijst niet en strandde op nr. 102 van diegenen die net buiten de nominatielijst vielen.
Frankrijk is misschien het enige land ter wereld waar De Geyters composities nog onder auteursrecht vallen. Nadat een gewone rechtbank beslist had dat de rechten vervallen waren eind 2002, besliste het Hof van Beroep dat ook voor De Geyter de verlengingen voor de eerste en Tweede Wereldoorlog golden. De zaak wordt nu behandeld door het Opperste Gerechtshof. Onmiddellijk na de beslissing van het Hof van Beroep eiste SDRM, de Franse auteursrechtenvereniging, 1000 euro van de verdelers van een alternatieve film, waarin de acteur-scenarist Pierre Merejkowsky zeven secondes de Internationale had gefloten.